# Fatimah
Fāṭimah bint Muḥammad (/ˈfætəmə, ˈfɑːtiːˌmɑː/; tiếng Ả Rập: فاطمة Fāṭimah; sinh vào khoảng năm 605 hoặc 615 – mất 28 tháng 8 năm 632) là con gái út của nhà tiên tri Hồi giáo Muhammad và Khadijah, vợ của Ali và mẹ của Hasan và Hussein, và một trong những thành viên của Ahl al-Bayt. Bà là đối tượng của sự tôn kính, tình yêu và sự tôn trọng của tất cả người Hồi giáo vì bà rất gần gũi với cha mình (nhà tiên tri Muhammad) và ủng hộ ông trong những lúc khó khăn, là người ủng hộ và yêu thương chăm sóc chồng và các con, và là thành viên duy nhất của gia đình của Muhammad có con nối dõi, nhiều người trực hệ đã di chuyển qua các thế giới Hồi giáo và được gọi là Sayyids. Triều đại cầm quyền tại Ai Cập thế kỷ 11 vào thời Thập tự chinh, tên là Fatimid, nhận họ là hậu duệ của Fatimah.
Đối với người Hồi giáo, Fatimah là một ví dụ đầy cảm hứng và Fatimah là một trong những tên cho con gái nổi tiếng nhất của toàn thế giới Hồi giáo.
Fatimah là một nhân vật quan trọng trong tôn giáo của Hồi giáo và được xem là một hình mẫu cho tất cả các phụ nữ Hồi giáo. Mặc dù có tranh cãi liên quan đến giáo phái khác nhau của Hồi giáo như vai trò chính trị của mình, bà luôn được thừa nhận là con gái của Muhammad và được yêu thương và tôn kính bởi tất cả những người Hồi giáo.

## Sách